# Torrecilla de los Ángeles
Torrecilla de los Ángeles es un municipio y localidad española de la provincia de Cáceres, en la comunidad autónoma de Extremadura. El término municipal tiene una población de 640 habitantes (INE 2024).

## Geografía
Torrecilla limita con Hernán Pérez al oeste, Villanueva de la Sierra al sur y al este, Santa Cruz de Paniagua al noreste y Pinofranqueado al norte. Por el municipio discurre el arroyo Tralgas, un afluente del Árrago.

## Historia
Hacia mediados del siglo XIX, el lugar tenía contabilizada una población de 273 habitantes. Aparece descrito en el decimoquinto volumen del Diccionario geográfico-estadístico-histórico de España y sus posesiones de Ultramar de Pascual Madoz de la siguiente manera:

TORRECILLA DE LOS ÁNGELES: v. con ayunt. en la prov. y aud. terr. de Cáceres (14 leg.), part. jud. de Hoyos (5), dióc. de Coria (6), c. g. de Estremadura (Badajoz 24). sit. sobre una pequeña colina, es de clima templado, reinan los vientos del S. y se padecen intermitentes: tiene 82 casas, la de ayunt., cárcel y pósito; igl. parr. (La Asuncion) con curato de entrada y provision ordinaria, entendiéndose como teniente del de Santibañez, y en los afueras 2 ermitas tituladas SSmo. Cristo y San Marcos y Marceliano. Se surte de aguas potables en varias fuentes inmediatas de buena calidad. Confina el térm. por N. y E. con el concejo del Pino-franqueado: S. Villanueva de la Sierra; O. Hernan-Perez, á dist. de 1/2 á 1 leg. y comprende una deh. de roble y alcornoque, que tendrá 2,800 pies; otra pequeña de pasto y monte bajo de brezo y jara, algun viñedo, bastantes huertas y sobre 12,000 pies de olivo. Le baña el arroyo Trasgas, que nace una leg. al N. del pueblo, cruza la deh. de robles, e inclinándose al O. muere en el r. Arrago en el sitio denominado Molinos de la Reina. El terreno es áspero y montañoso á la parte N., mas llano al S. y todo de mediana calidad: los caminos vecinales: el correo se recibe en Gata por balijero dos veces á la semana. prod.: aceite, patatas legumbres, frutas y algun trigo y centeno; se mantiene ganado vacuno, lanar, cabrio, caballerias de carga y colmenas, y se cria abundante caza mayor y menor. ind. y comercio. 3 lagares de aceite, 2 molinos harineros; se esporta el primer fruto á Castilla. pobl.: 50 vec., 273 almas. cap. prod.: 330,000 rs. imp.: 25,500. contr.: 4,130 rs. 17 mrs.
Era esta v. de la encomienda de Santibañez.
(Madoz, 1849, p. 79)

## Demografía
Torrecilla de los Ángeles cuenta con una población de 640 habitantes (INE 2024).
| Gráfica de evolución demográfica de Torrecilla de los Ángeles entre 1842 y 2021                                     |
| |
| Población de derecho según los censos de población del INE Población de hecho según los censos de población del INE |

## Transporte
Al este de la localidad pasa la carretera autonómica EX-204, que une Coria con la provincia de Salamanca pasando por Las Hurdes. Al suroeste del pueblo sale una carretera secundaria que lleva directamente a Hernán-Pérez, la provincial CC-83.

## Símbolos
El escudo de Torrecilla de los Ángeles se define así:

De azur, dos ángeles de plata, sosteniendo una torre de oro, almenada y mazonada de sable. Al timbre corona real cerrada.

## Patrimonio

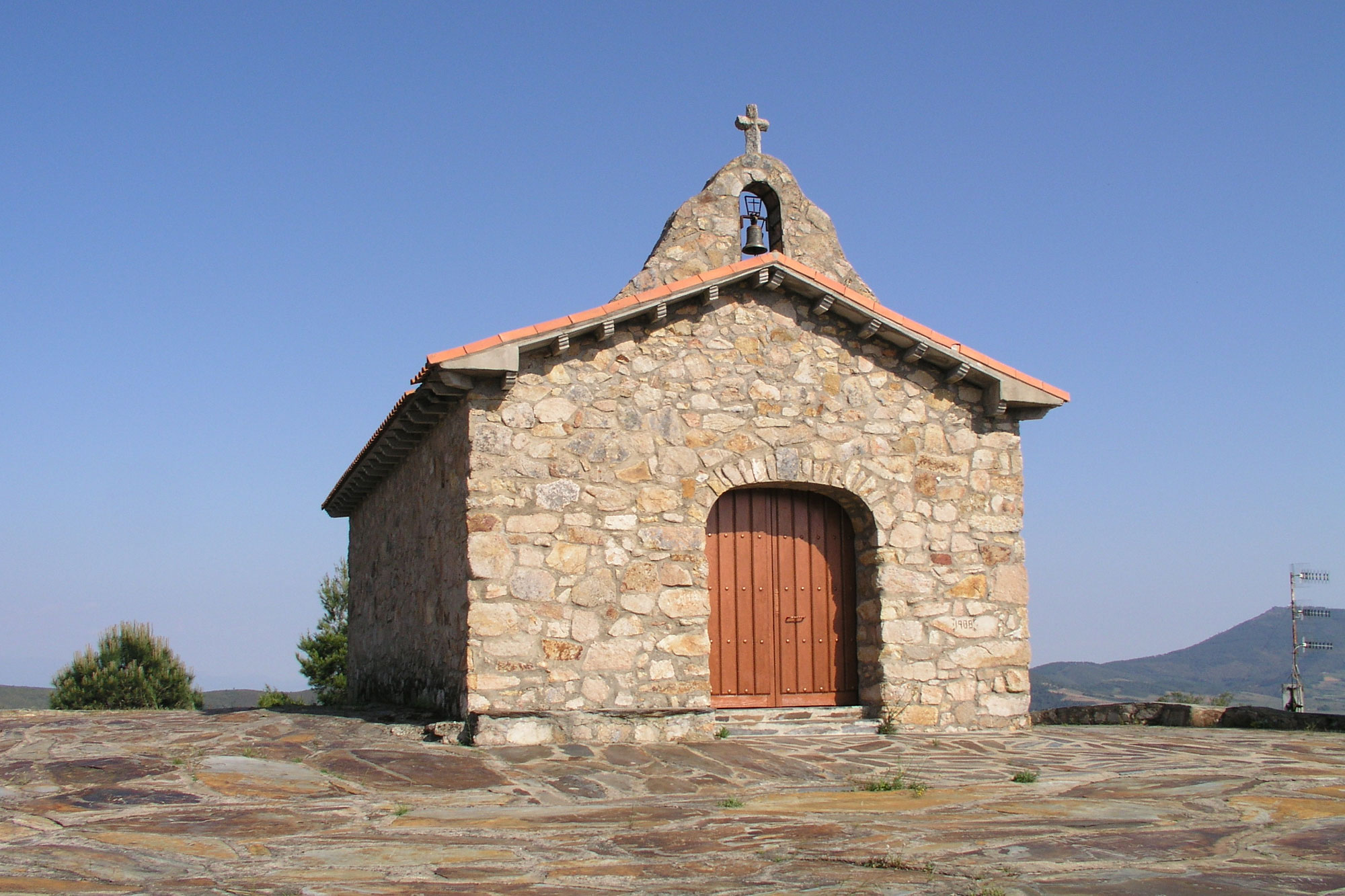
Ermita de Los Santitos.

La localidad tiene una iglesia parroquial católica bajo la advocación de Nuestra Señora de la Asunción, dependiente del párroco de Villanueva de la Sierra en la diócesis de Coria-Cáceres.

## Festividades
En Torrecilla de los Ángeles se celebran las siguientes festividades:
- La Pasión, el Jueves Santo;
- San Marcos, 25 de abril;
- Romería de los Santitos, 18 de junio;
- El Cristo, fin de semana siguiente al 14 de septiembre.